# Corpus-Christi-Kirche (Rotenburg (Wümme))

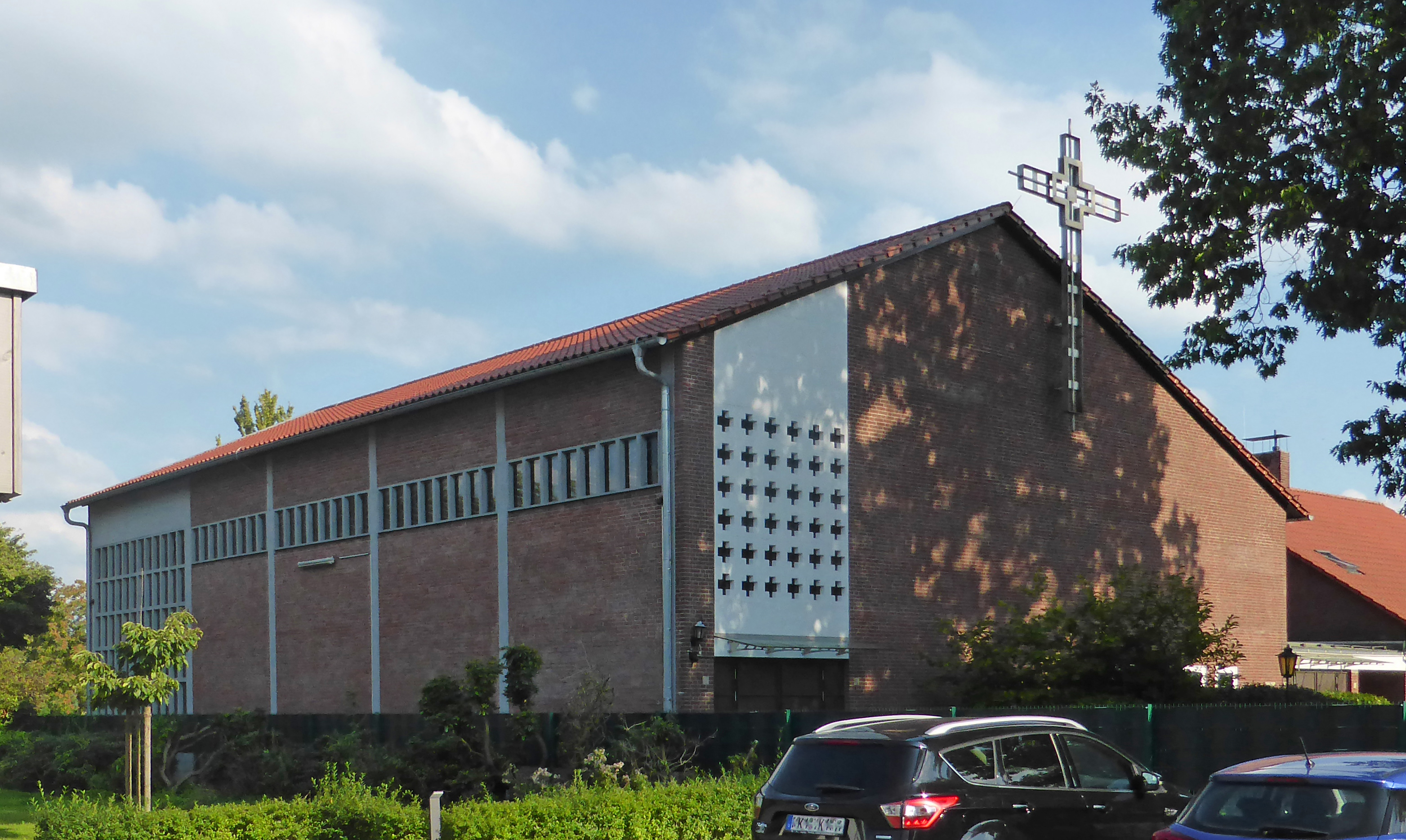
Ansicht der Kirche von Nordwesten

Die Corpus-Christi-Kirche im niedersächsischen Rotenburg (Wümme) ist eine römisch-katholische Pfarrkirche im Dekanat Verden (Aller) des Bistums Hildesheim.

## Name
Die Kirche trägt das Patrozinium Corpus Christi (lat., „Leib Christi“). Unter der Bezeichnung wird der in der eucharistischen Brotsgestalt gegenwärtige Christus verehrt. Der Patroziniumstag ist Fronleichnam.

## Geschichte
Im Bistum Verden, zu dem Rotenburg damals gehörte, setzte sich in der zweiten Hälfte des 16. Jahrhunderts die Reformation durch.
Erst von 1923 an wurden in Rotenburg wieder katholische Gottesdienste gehalten, sie fanden zunächst in der Aula einer Schule statt. Zelebranten waren Geistliche der St.-Marien-Kirche in Harburg-Wilhelmsburg. 1935 erfolgte die Errichtung der Pfarrkuratie Kettenburg – Visselhövede – Rotenburg mit Sitz im Schloss Kettenburg, von da an übten Geistliche von Schloss Kettenburg die Seelsorge in Rotenburg aus.
Während des Zweiten Weltkrieges zählten rund 4000 katholische Christen zur Pfarrkuratie, die teilweise aus dem Saarland kamen, die zu den sogenannten „Volksdeutschen“ gezählt wurden oder die in der deutschen Wehrmacht dienten. In Rotenburg wurde nordöstlich der Innenstadt, im Bereich der Glockengießerstraße, ein Grundstück mit einem Pferdestall erworben. Dort kam es 1939 zur Einrichtung einer kleinen Notkirche, die bis 1960 existierte. Rotenburg wurde zum Sitz einer Pfarrei, die Notkapelle in Visselhövede wurde zu ihrer Filialkirche. Das Gebäude, das die Notkirche beherbergte, wurde nach Umzug der Gemeinde in das jetzige Kirchengebäude noch eine Zeit lang als Wohngebäude genutzt und schließlich abgerissen.
Durch die Flucht und Vertreibung Deutscher aus Mittel- und Osteuropa nach dem Zweiten Weltkrieg ließen sich viele Flüchtlinge aus Schlesien und dem Ermland in Rotenburg und den umliegenden Ortschaften nieder. Nun bekam die Notkirche in Rotenburg auch einen ortsansässigen Geistlichen.
Zum 1. April 1961 erfolgte eine Gemeindeneugliederung, durch welche die Filialkirche Visselhövede aus der Kirchengemeinde Rotenburg (Wümme) ausschied und mit der benachbarten, vorher zu Walsrode gehörenden Filialkirche Benefeld zu einer eigenen Kuratiegemeinde mit Sitz in Benefeld vereinigt wurde.
1960 wurde der Grundstein für die jetzige Kirche gelegt, 1961 folgte die Kirchweihe. Neben den Flüchtlingen aus Mittel- und Osteuropa und deren Nachkommen bilden heute Spätaussiedler aus Polen und der ehemaligen Sowjetunion, Gemeindemitglieder italienischer Herkunft sowie Zugezogene aus Süd- und Westdeutschland weitere bedeutende Gruppen innerhalb der Gemeinde. Von Bedeutung ist traditionell die Betreuung der katholischen Soldaten der Rotenburger Von-Düring-Kaserne. Der Einzugsbereich der Gemeinde umfasst die Stadt Rotenburg (Wümme), die Einheitsgemeinde Scheeßel sowie die Samtgemeinden Bothel, Fintel, Sottrum, Tarmstedt und Zeven.
Im Zuge der aktuellen Strukturveränderungen im Bistum Hildesheim durch zurückgehende Kirchensteuereinnahmen und sinkende Katholikenzahlen wurde die Corpus-Christi-Kirchengemeinde am 1. November 2006 mit der benachbarten katholischen Gemeinde „Christ König“ in Zeven zusammengelegt. Die Corpus-Christi-Kirche blieb hierbei Pfarrkirche, die Christ-König-Kirche wurde zu ihrer Filialkirche. Auf dem Gebiet der heutigen Pfarrei stand auch die Kirche Maria Königin in Tarmstedt, die bereits 1996 geschlossen wurde.

## Architektur und Ausstattung

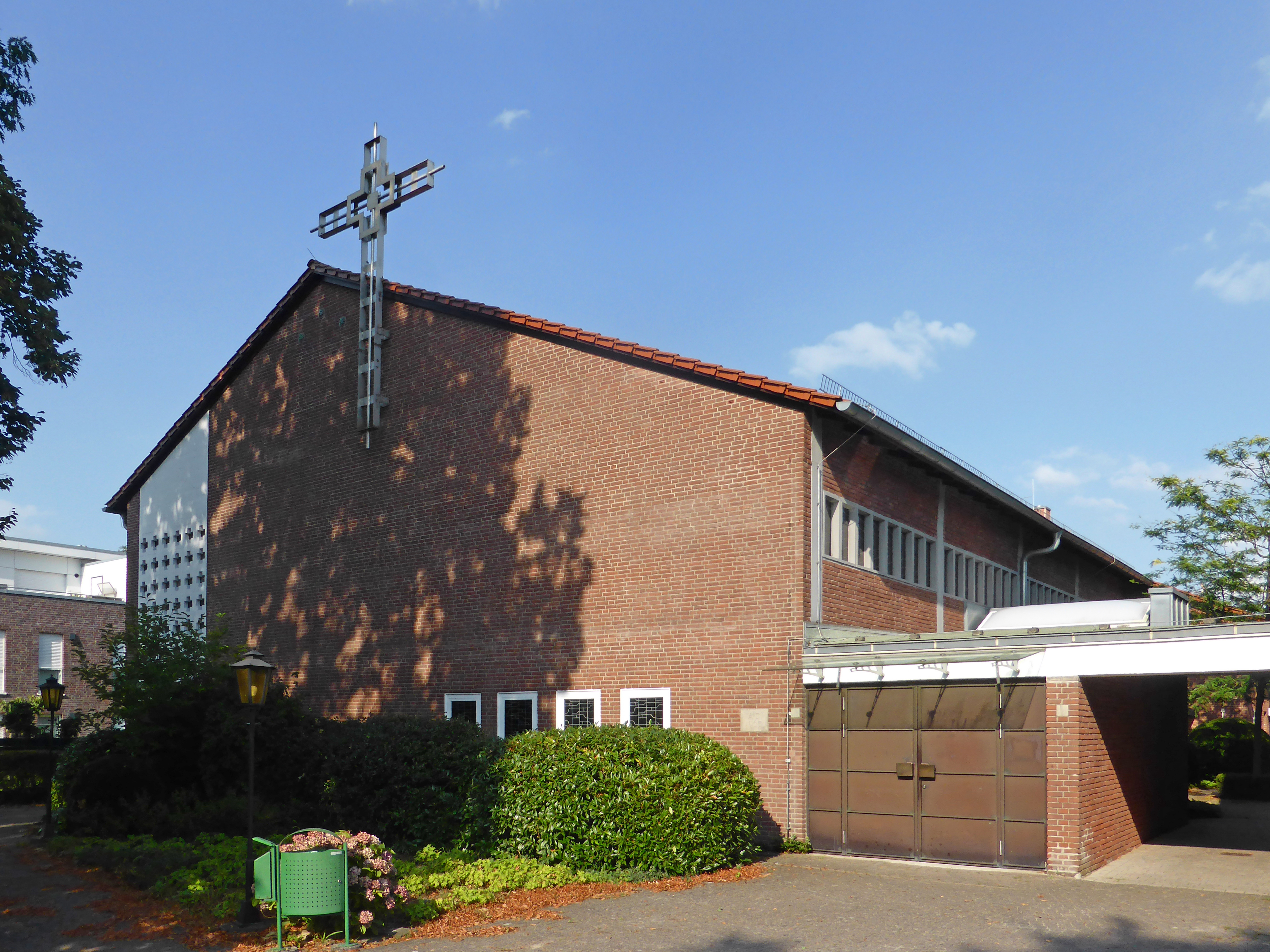
Ansicht der Kirche von Südwesten

Die Kirche ist ein von West nach Ost ausgerichteter einschiffiger moderner Hallenbau mit rechteckigem Grundriss in der Nordstraße 14, einem Wohngebiet nordöstlich der Rotenburger Innenstadt. Das Gebäude besitzt weder einen Turm noch Kirchenglocken, da dies zum Zeitpunkt des Kirchenbaus wegen knapper finanzieller Mittel vom Bistum nicht genehmigt worden war. Die westliche Fassade an der Nordstraße mit dem Eingang wird von einer Metallskulptur bestimmt, die zwei übereinandergelegte Kreuze darstellt. Architekt der Kirche war Alois Hafkemeyer aus Braunschweig, der auch die Kirchen St. Norbert (Grasleben), St. Marien (Braunschweig-Querum), St. Elisabeth (Salzgitter), St. Bernward (Braunschweig), das Ökumenische Zentrum St. Stephanus und St. Maximilian Kolbe (Salzgitter) entwarf.
Im dem Stil der 1960er-Jahre entsprechend hell und nüchtern gehaltenen Inneren befindet sich eine Marienkapelle, ein Kreuzweg von Hans Dinnendahl aus Telgte und bis zur Renovierung 2009/10 ein großes Wandmosaik auf der Stirnseite hinter dem Altar mit der Darstellung des „Lamm Gottes“ und dem Buch mit sieben Siegeln. Von November 2009 bis Mai 2010 wurde die Kirche grundlegend umgestaltet. Die Wiedereinweihung erfolgte durch den Bischof von Hildesheim, Norbert Trelle, am 8. Mai 2010.
Das Kirchenschiff bietet 220 Sitzplätze. Vor dem Tabernakel und in der Marienkapelle können Opferkerzen aufgestellt werden. Auf der Orgelempore steht eine Pfeifenorgel.